# Leschaux
Leschaux település Franciaországban, Haute-Savoie megyében. Lakosainak száma 309 fő (2022. január 1.). Leschaux Bellecombe-en-Bauges, Allèves, La Chapelle-Saint-Maurice, Gruffy, Saint-Eustache és Viuz-la-Chiésaz községekkel határos.

## Népesség
A település népességének változása:
| Lakosok száma | 278  | 283  | 285  | 274  | 273  | 273  | 270  | 289  | 309  |
|               | 2013 | 2015 | 2016 | 2017 | 2018 | 2019 | 2020 | 2021 | 2022 |